# Niedźwiedź tybetański
Niedźwiedź tybetański, niedźwiedź błękitny, tybetański niedźwiedź błękitny (Ursus arctos pruinosus) – najrzadziej występujący i najmniej poznany podgatunek niedźwiedzia brunatnego, drapieżnego ssaka z rodziny niedźwiedziowatych. Zamieszkuje Wyżynę Tybetańską.

## Taksonomia
Podgatunek po raz pierwszy opisał w 1854 roku angielski zoolog Edward Blyth, nadając mu nazwę Ursus pruinosus. Jako miejsce typowe odłowu holotypu Blyth wskazał Lhasę w Tybecie.

## Charakterystyka
Ciało niedźwiedzia tybetańskiego jest generalnie czarne, jednak długie włosy okrywowe sprawiają, że wydaje się błękitne lub srebrzyste. Futro na piersi i „kołnierz” wokół szyi są beżowe, głowa jest jasnobrązowa, nawet rudawa. Młode osobniki mają jaśniejsze ubarwienie. Dorosły samiec mierzy około 1,8–2,1 metra długości i ok. 90 cm szerokości w barkach. Długość życia nie jest znana, ale ocenia się, że jest to 20–30 lat, tak jak w przypadku innych niedźwiedzi brunatnych żyjących na wolności.
Żywi się drobnymi ssakami, szczególnie szczekuszkami. Jest oskarżany o zabijanie zwierząt hodowlanych i wkraczanie do siedzib nomadów w poszukiwaniu jedzenia. Prawdopodobnie jada też pokarm roślinny, jednak niewiele wiadomo o jego zwyczajach żywieniowych.

## Występowanie
Niedźwiedź tybetański zamieszkuje wysokie partie Wyżyny Tybetańskiej, przeważnie blisko górnej granicy lasu. Jego występowanie stwierdzono w zachodnich Chinach, w szczególności we wschodnim Tybecie, oraz w Nepalu i Bhutanie. Jego zasięg i liczebność zmniejszyły się w związku z rozwojem osadnictwa ludzkiego. Jest prawdopodobne, że wymarł na wolności; jeśli przetrwał, to najprawdopodobniej w Bhutanie, choć w 2013 roku pojawiło się doniesienie o osobniku widzianym także w północnym Tybecie.

## Związek z yeti
Himalaista Reinhold Messner uważa, na podstawie własnych obserwacji i analiz ludowych opowieści z regionu, że legendarna istota yeti to w istocie niedźwiedź tybetański. Teorię tę wzmacniają analizy genetyczne próbek domniemanych włosów yeti. Pierwsze wyniki analiz przeprowadzonych przez prof. Bryana Sykesa z Uniwersytetu Oksfordzkiego wskazywały, że DNA w próbkach najbardziej odpowiada DNA plejstoceńskiego niedźwiedzia polarnego, co sugerowało przetrwanie w Himalajach niedźwiedzi nieznanych wcześniej nauce. Przeprowadzone przez inne zespoły badania wykazały jednak, że materiał genetyczny jest uszkodzony i DNA z domniemanych włosów yeti odpowiada DNA współczesnego niedźwiedzia brunatnego, którego podgatunkiem jest niedźwiedź tybetański.

## Zagrożenia i ochrona
Jest to najsłabiej zbadany podgatunek niedźwiedzia. Unika kontaktu z człowiekiem. Oprócz rozwoju osadnictwa, przez co traci on siedliska i wchodzi w konflikt z człowiekiem, zagraża mu także wykorzystanie żółci niedźwiedziej w tradycyjnej medycynie chińskiej. Jest objęty ochroną w ramach konwencji o handlu zwierzętami CITES i amerykańskiej ustawy o zagrożonych gatunkach.